# =1
=1 è il ventitreesimo album in studio della rock band inglese Deep Purple, pubblicato nel 2024 tramite l'etichetta earMUSIC.

## Tracce
Testi e musiche di Don Airey, Bob Ezrin, Ian Gillan, Roger Glover, Simon McBride e Ian Paice.
1. Show Me – 3:59
2. A Bit on the Side – 4:10
3. Sharp Shooter – 3:44
4. Portable Door – 3:48
5. Old-Fangled Thing – 4:08
6. If I Were You – 4:42
7. Pictures of You – 3:51
8. I'm Saying Nothin – 3:28
9. Lazy Sod – 3:40
10. Now You're Talkin – 4:05
11. No Money to Burn – 3:21
12. I'll Catch You – 3:20
13. Bleeding Obvious – 5:50

Durata totale: 52:06

## Formazione
Gruppo
- Ian Gillan – voce (tutte le tracce), cori (tracce 1, 4, 8, 9, 13)
- Simon McBride – chitarra elettrica
- Roger Glover – basso (tutte le tracce), shaker (traccia 3)
- Ian Paice – batteria
- Don Airey – tastiera (tutte le tracce), arrangiamento orchestra (traccia 6)

Altri musicisti
- Bob Ezrin – cori (tracce 1, 6, 8, 11, 13), tamburello (traccia 1)
- Nashville Music Scoring – orchestra (traccia 6)
- Patricia Shirley-Okujene – cori (tracce 11, 13)
- Camille Harrison – cori (tracce 11, 13)

Produzione
- Bob Ezrin – produzione, missaggio (tutte le tracce); arrangiamento orchestra (traccia 6)
- Robert Vosgien – mastering
- Anthony Yordanov – missaggio, ingegnere del suono
- Julian Shank – missaggio
- Jill Zimmermann – ingegnere del suono
- Justin Cortelyou – ingegnere del suono
- Piers Mortimer – ingegnere addizionale tastiere
- Eike Freese – ingegnere addizionale voci
- Denny Meißner – ingegnere addizionale voci
- Michael Gnocato – assistente ingegnere
- Daniel Goldade – assistente ingegnere
- Jasper Terpstra – assistente ingegnere
- Nick Speria – ingegnere orchestra (traccia 6)
- James Paice – produzione e ingegnere addizionale batteria (traccia 6)

## Classifiche

### Classifiche settimanali
| Classifica (2024)          | Posizione massima |
| -------------------------- | ----------------- |
| Australia                  | 58                |
| Austria                    | 2                 |
| Belgio (Fiandre)           | 8                 |
| Belgio (Vallonia)          | 6                 |
| Danimarca                  | 14                |
| Finlandia                  | 3                 |
| Francia                    | 16                |
| Germania                   | 1                 |
| Giappone                   | 34                |
| Italia                     | 16                |
| Paesi Bassi                | 8                 |
| Polonia                    | 2                 |
| Regno Unito                | 12                |
| Regno Unito (independent)  | 1                 |
| Regno Unito (rock & metal) | 2                 |
| Repubblica Ceca            | 7                 |
| Scozia                     | 3                 |
| Spagna                     | 42                |
| Stati Uniti (sales)        | 19                |
| Stati Uniti (hard rock)    | 24                |
| Svezia                     | 1                 |
| Svizzera                   | 1                 |
| Ungheria                   | 14                |